# Clavodorum atlanticum
Clavodorum atlanticum är en ringmaskart som beskrevs av Hartman och Fauchald 1971. Clavodorum atlanticum ingår i släktet Clavodorum och familjen Sphaerodoridae. Inga underarter finns listade i Catalogue of Life.